# Iszkowo (obwód wołogodzki)
Iszkowo (ros. Ишково) – wieś w Rosji, w rejonie mieżdurieczeńskim obwodu wołogodzkiego. W 2010 r. liczyła 2 mieszkańców.